# Nautilida
I Nautilida Agassiz, 1847 sono un ordine di molluschi cefalopodi, prevalentemente estinti, che include tutti i nautilus attuali e le loro forme ancestrali.
Tutti i nautiloidi recenti e attuali sono inclusi in questo gruppo, che, originatosi nel Paleozoico superiore (Devoniano), è stato rappresentato nella sua lunga storia evolutiva da 24-34 famiglie e da 165-184 generi riconosciuti (la tassonomia del gruppo, come quella di tutti i nautiloidi è piuttosto complessa e controversa).
Questo gruppo è rappresentato da una sola famiglia vivente, Nautilidae Blainville, 1825, con due generi: Nautilus e Allonautilus.

## Storia evolutiva
I Nautilida compaiono nel Devoniano inferiore con poche forme piuttosto rare, e si espandono rapidamente nel Devoniano Medio. I Nautilida del Devoniano comprendono forme sia planispirali, simili alle attuali, sia cirtocone (debolmente ricurve) e girocone (a spirale "lenta", con giri non a contatto tra loro).

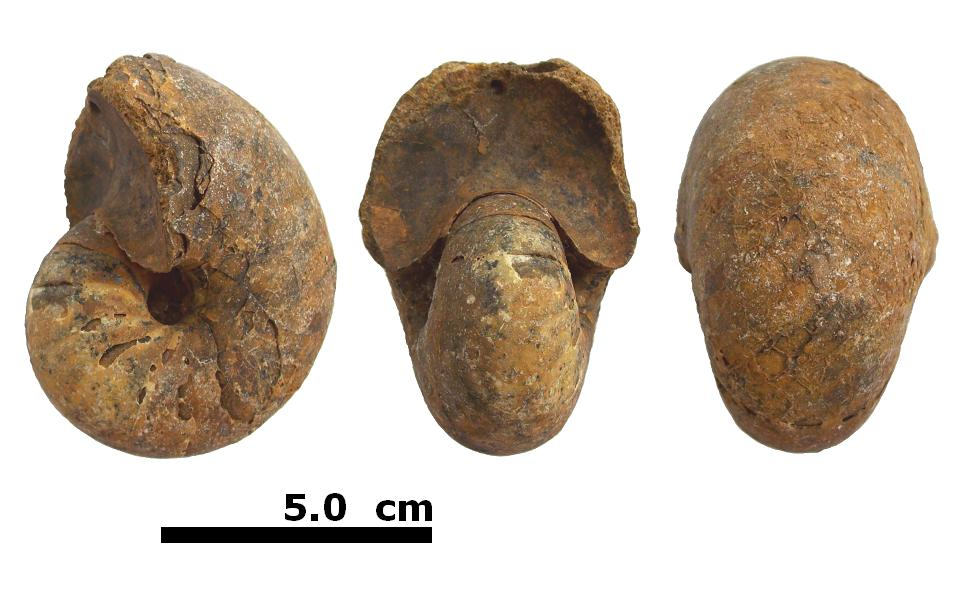
Esemplare di Cymatoceras sp., una forma caratterizzata da setti molto semplici, dall'Albiano del Madagascar. L'esemplare è un fragmocono: sull'ultimo setto è visibile il foro del sifone, in posizione marginale (sub-ventrale).

La maggior parte dei ricercatori individua le forme ancestrali dei Nautilida in generi con avvolgimento cirtocono o girocono, sifone da ventrale a sub-centrale e privi di depositi endosifonali e camerali, per la maggior parte con colletti settali ortocoanitici e anelli connettivi tubulari o debolmente inflati. Questa tipologia di caratteri è riscontrabile in diversi generi vissuti dal Siluriano al Devoniano inferiore, riferiti agli ordini Tarphycerida e Barrandeocerida (gruppi con caratteri in parte sovrapposti, la cui sistematica è tuttora piuttosto fluttuante), e all'ordine Oncocerida. La posizione tassonomica di queste forme è in realtà ancora incerta, e tutt'altro che univoca nella letteratura scientifica, anche per la frammentarietà e la rarità dei ritrovamenti (soprattutto nel Devoniano). Un'ampia corrente di ricerca identifica le forme ancestrali dei Nautilida devoniani direttamente in alcune forme di Oncocerida tardo-ordoviciane e siluriane. Un'altra, che fa capo soprattutto alle scuole l'Europa dell'est (ex Cecoslovacchia, Polonia, Russia), e ha preso nuovo vigore in anni recenti da ritrovamenti eccezionalmente conservati indica una derivazione dei Nautilida da forme del Siluriano appartenenti agli ordini Tarphycerida/Barrandeocerida.

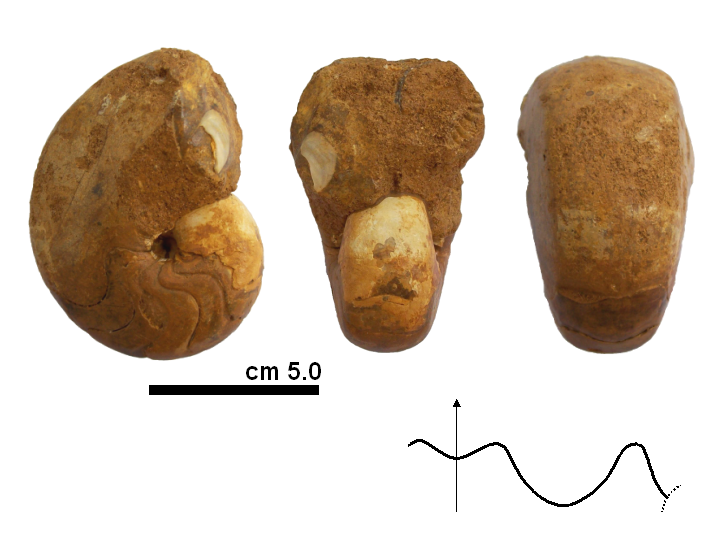
Esemplare di Hercoglossa sp.. Questa forma è caratterizzata da suture settali piuttosto complesse, marcatamente ondulate e angolose, dal Cretaceo del Madagascar. L'esemplare è un modello interno con tracce di guscio con la camera di abitazione parzialmente conservata.

In particolare, è stata notata a varie riprese la stretta convergenza morfologico-strutturale di alcune forme planispirali esogastriche siluriane appartenenti a questi due ordini con nautiloidi tipici, anche attuali (soprattutto il genere Allonautilus, con caratteri primitivi). Questa derivazione si basa, oltre che sulla morfologia esterna, sulla struttura del sifone di queste forme, caratterizzato da colletti settali ortocoanitici e anelli di connessione debolmente inflati, composti da due strati: 
- strato esterno, a struttura sferulitico-prismatica;
- strato interno, di natura organica, composto di glicoproteina (conchiolina).

Non mancano peraltro indicazioni a favore di una derivazione dagli Orthocerida, riferibili però sempre all'incertezza sistematica delle forme indicate (in questo caso gli Uranoceratidae, attribuiti tanto ai Tarphycerida quanto agli Orthocerida).
La crisi biologica tardo-devoniana (fatale per diversi gruppi di nautiloidi del Paleozoico inferiore, compresi i probabili progenitori) causa un limitato declino di questo gruppo, che si espande successivamente nel Carbonifero e ancor più nel Permiano. In questo intervallo di tempo i Nautilida adottano definitivamente la morfologia standard planispirale, più o meno involuta, che manterranno per tutta la loro storia. 
La nuova crisi al limite permo-triassico causa di nuovo una riduzione della diversità all'interno del gruppo, che riprende durante quasi tutto il Triassico. Nel Retico (Trias superiore), una crisi biologica è fatale alla maggior parte delle forme dei Nautilida (oltre che a tutti i superstiti del più antico ordine degli Orthocerida).
Solo un genere (Cenoceras) sopravvive nel Giurassico inferiore. Nel Mesozoico, i Nautilida rifioriscono fino a raggiungere una discreta differenziazione nel Cretaceo (24 generi conosciuti). Nel periodo che va dal tardo Giurassico a tutto il Cretaceo, alcune forme (famiglia Hercoglossidae), tendono a sviluppare suture più complesse, di tipo simile alle suture goniatitiche di ammonoidi del Paleozoico superiore.
La crisi al limite Cretaceo-Terziario non ha grandi ripercussioni su questo gruppo, che si espande nuovamente nel Paleogene e nel Miocene con forme spesso a sutura complessa (Aturiidae) e cosmopolite, ad ampia diffusione. Nel Pliocene e nel Pleistocene, probabilmente per il raffreddamento generalizzato del clima, i Nautilida subiscono un nuovo declino fino agli attuali due soli generi Nautilus e Allonautilus (famiglia Nautilidae).

## Tassonomia
L'ordine Nautilida ha una suddivisione in numerose superfamiglie e famiglie, tutte estinte tranne Nautiloidea:
- Superfamiglia Aipoceratoidea Hyatt,  1883 †
- Superfamiglia Aturioidea Hyatt, 1894 †
- Famiglia Cenoceratidae Tintant & Kabamba, 1983 †
- Superfamiglia Clydonautiloidea Hyatt, 1900 †
- Famiglia Eutrephoceratidae Miller, 1951 †
- Famiglia Hercoglossidae Spath, 1927 †
- Famiglia Koninckioceratidae Hyatt in Zittel, 1900 †
- Superfamiglia Nautiloidea Blainville, 1825
- Famiglia Tainoceratidae Hyatt, 1883 †
- Superfamiglia Trigonoceratoidea Kummel, 1964 †